# Futeau
Futeau és un municipi francès situat al departament del Mosa i a la regió del Gran Est. L'any 2007 tenia 155 habitants.

## Demografia

### Població
El 2007 la població de fet de Futeau era de 155 persones. Hi havia 64 famílies, de les quals 19 eren unipersonals (11 homes vivint sols i 8 dones vivint soles), 34 parelles sense fills i 11 parelles amb fills.
La població ha evolucionat segons el següent gràfic:
Habitants censats

### Habitatges
El 2007 hi havia 125 habitatges, 68 eren l'habitatge principal de la família, 46 eren segones residències i 11 estaven desocupats. 119 eren cases i 4 eren apartaments. Dels 68 habitatges principals, 59 estaven ocupats pels seus propietaris, 7 estaven llogats i ocupats pels llogaters i 2 estaven cedits a títol gratuït; 3 tenien dues cambres, 5 en tenien tres, 15 en tenien quatre i 45 en tenien cinc o més. 55 habitatges disposaven pel capbaix d'una plaça de pàrquing. A 29 habitatges hi havia un automòbil i a 31 n'hi havia dos o més.

### Piràmide de població
La piràmide de població per edats i sexe el 2009 era:
| Homes | Edats   | Dones |
| ----- | ------- | ----- |
| 0     | 95 o +  | 0     |
| 0     | 90 a 94 | 0     |
| 0     | 85 a 89 | 4     |
| 0     | 80 a 84 | 4     |
| 0     | 75 a 79 | 4     |
| 8     | 70 a 74 | 4     |
| 8     | 65 a 69 | 8     |
| 4     | 60 a 64 | 4     |
| 8     | 55 a 59 | 4     |
| 4     | 50 a 54 | 12    |
| 8     | 45 a 49 | 4     |
| 8     | 40 a 44 | 4     |
| 4     | 35 a 39 | 0     |
| 20    | 30 a 34 | 0     |
| 0     | 25 a 29 | 8     |
| 4     | 20 a 24 | 0     |
| 0     | 15 a 19 | 4     |
| 4     | 10 a 14 | 0     |
| 0     | 5 a 9   | 0     |
| 8     | 0 a 4   | 4     |

## Economia
El 2007 la població en edat de treballar era de 92 persones, 63 eren actives i 29 eren inactives. De les 63 persones actives 58 estaven ocupades (38 homes i 20 dones) i 5 estaven aturades (2 homes i 3 dones). De les 29 persones inactives 14 estaven jubilades, 2 estaven estudiant i 13 estaven classificades com a «altres inactius».

### Ingressos
El 2009 a Futeau hi havia 71 unitats fiscals que integraven 164 persones, la mediana anual d'ingressos fiscals per persona era de 17.874 €.

### Activitats econòmiques
Dels 4 establiments que hi havia el 2007, 1 era d'una empresa de construcció, 1 d'una empresa de comerç i reparació d'automòbils i 2 d'empreses d'hostatgeria i restauració.
L'any 2000 a Futeau hi havia 4 explotacions agrícoles.

## Poblacions més properes
El següent diagrama mostra les poblacions més properes.